# Погарщина
Пога́рщина — село в Україні, у Лохвицькій міській громаді Миргородського району Полтавської області. Населення становить 800 осіб. Колишній орган місцевого самоврядування — Погарщинська сільська рада.

## Географія
Село Погарщина знаходиться на берегах річки Артополот, вище за течією на відстані 1,5 км розташоване село Дібрівне, нижче за течією на відстані 2 км розташоване село Слобідка. На річці кілька загат.

## Історія
- 1740 — дата заснування.
- 12 червня 2020 року, відповідно до розпорядження Кабінету Міністрів України № 721-р «Про визначення адміністративних центрів та затвердження територій територіальних громад Полтавської області», село увійшло до складу Лохвицької міської громади[2].
- 19 липня 2020 року, в результаті адміністративно - територіальної реформи та ліквідації Лохвицького району, село увійшло до складу новоутвореного Миргородського району Полтавської області[3].

## Економіка
- Навколо села багато нафтових і газових свердловин Глинсько-Розбишівського родовища.
- АФ «Світанок», ПП.

## Об'єкти соціальної сфери
В Погарщині є загальноосвітня школа I-III ступенів, у якій навчається близько 60 учнів (2015 р.). Також у селі є Будинок Культури, 2 магазини, церква Андрія Критського.
День села — 7 серпня.

## Відомі люди
- Гнатенко Анатолій Олексійович — військовослужбовець 92-ї окремої механізованої бригади (Харківська область). Загинув біля міста Щастя під Луганськом. 11 вересня 2015 року у селі відкрили меморіальну дошку на його честь[4].
- Кулеба Іван Дмитрович — український дипломат. Надзвичайний і Повноважний Посол України.
- Устименко Григорій Якимович — український радянський партійний діяч, голова Полтавського облвиконкому. Депутат Верховної Ради УРСР 10-го скликання. Кандидат у члени ЦК КП України в 1981—1986 роках. Кандидат сільськогосподарських наук.